# Christer Olov Johansson
Christer Olov Johansson, född 1946 i Uppsala, är en svensk professor. 

## Biografi
Christer Olov Johansson avlade civilingenjörsexamen vid Linköpings universitet 1974, och blev teknologie doktor vid samma universitet 1981 på en avhandling om analys av automatisk montering. Efter doktorsexamen arbetade han som forskarassistent och universitetslektor på Linköpings universitet fram till 1985 då han anställdes som utvecklingschef på Electrolux Industrial Systems. 1987 anställdes han som ansvarig för Institutet för verkstadsteknisk forskning i Linköping. 
1990 erhöll han en professur i Monteringsteknik vid Linköpings universitet, vilken han innehade till år 2001 då han blev professor i Flexibel tillverkning vid Kungliga Tekniska Högskolan i Stockholm. 2003 utnämndes han till professor i Flexibel produktion vid Tekniska Högskolan i Jönköping, vilken han innehade till 2013. Han har varit gästprofessor vid Chalmers, Högskolan Väst och Mälardalens Högskola.
Johanssons forskning har varit inriktad mot tekniska och organisatoriska frågeställningar kring montering och uppbyggnad och värdering av produktionssystem. 
Han har varit ansvarig för utbildningen i Industriell ekonomi vid Linköpings universitet, programansvarig för den nationella forskarskolan PROPER (A Programme for Production Engineering Education and Research), ansvarig för kompetenscentret Woxéncentrum på KTH, programansvarig för forskarskolan CAPE, Centre for Advanced Production Engineering, styrelseledamot i forskningsprogrammet ProViking, ledamot i Svenska ProduktionsAkademiens Presidium och medlem i CIRP - Collège international pour l’étude scientifique des techniques de production mécanique.